# Haim Arlozoroff
Haim Arlosoroff (Romny (Ucrania), 23 de febrero de 1899– Tel Aviv, 16 de junio de 1933; también conocido como Chaim Arlozorov) fue un líder sionista socialista del Yishuv durante el Mandato británico para Palestina, antes del establecimiento de Israel, y jefe del Departamento Político de la Agencia Judía.

## Biografía
Haim Arlosoroff nació el 23 de febrero de 1899 en una familia judía en Romny, Ucrania (entonces parte del Imperio ruso ). En Rusia, era conocido como Vitaly, el equivalente ruso de Haim. Cuando vivía en Alemania, era conocido como Viktor. El abuelo paterno de Arlosoroff fue el rabino Eliezer Arlosoroff de Romny, autor de comentarios religiosos sobre el Talmud.
A la edad de seis años, Arlosoroff se vio confrontado con el antisemitismo por primera vez, cuando la casa de su familia en Romny fue atacada en 1905 durante un violento pogromo. La familia de Arlosoroff huyó a través de la frontera alemana hacia Prusia Oriental. Siete años después, la familia se instaló en Königsberg (actualmente la ciudad rusa de Kaliningrado). De esta manera, Arlosoroff aprendió a hablar alemán con fluidez, además de estudiar hebreo con un tutor.
Cuando estalló la Primera Guerra Mundial en 1914, dado que la familia Arlosoroff no poseía ciudadanía alemana, enfrentaba amenazas de deportación como extranjeros enemigos. Finalmente obtuvo permiso para permanecer en Alemania y se mudó a Berlín. Cuando el padre de Arlosoroff, Saul, viajó de regreso a Rusia por negocios, se le prohibió regresar a Alemania y murió allí de cólera.
Arlosoroff estudió economía en la Universidad de Berlín y obtuvo un doctorado. Durante sus estudios, escribió artículos sobre asuntos sionistas. En Alemania, se convirtió en un líder clave del Hapoel Hatzair (también Ha-Po'el ha-Tza'ir, que en hebreo significa "El joven trabajador"), un partido político socialista que atrajo a muchos de los intelectuales de la época. Como resultado de su afiliación partidaria, Arlosoroff fue nombrado editor de Die Arbeit (enalemán, "El trabajo"), una revista en la que se publicaron por primera vez sus escritos.
Arlosoroff no era practicante de la religión judía. Su precocidad y sus fuertes sentimientos nacionales como judío se pueden ver en una carta que escribió a los 17 años a su profesor de literatura alemana: "Soy judío, y me siento fuerte y orgulloso de mi judaísmo. Siento en mis huesos que soy diferente de un alemán, y nunca se me ocurriría negarlo... Mi alma anhela la singular y antigua cultura hebrea. Pero también me gusta la cultura alemana, y quizás también tengo miedo de admitir cuán grande es mi amor por ella... Sin embargo, Goethe y Schiller nunca realmente me tocaron el corazón". Durante su adolescencia, Arlosoroff expresó su identidad componiendo poesía en alemán que enfatizaba temas culturales judíos.
En 1919, Arlosoroff publicó el tratado El socialismo del pueblo judío, su primera contribución escrita importante relacionada con una esperanza nacionalista para el pueblo judío en Eretz Israel. En ese escrito se distanció de las creencias marxistas tradicionales al defender un nuevo tipo de socialismo que abrazaba una conciencia nacional. La afirmación de Arlosoroff era que el pueblo judío sólo podría preservar y revivir su identidad cultural única dentro de una patria nacional judía. Arlosoroff afirmó además que, mediante el establecimiento del "socialismo popular judío", se garantizaría a los judíos la propiedad pública de la tierra a su regreso a Eretz Israel. De acuerdo con las visiones de otros sionistas socialistas de su tiempo, Arlosoroff creía que las antiguas tradiciones agrícolas bíblicas, como el "Año Sabático" y el "Año del Jubileo", podían restaurarse en la práctica moderna junto con los parámetros institucionales establecidos para la nueva nación judía. El tratado de Arlosoroff previó con precisión un renacimiento moderno de la lengua hebrea que acompañaría el retorno del pueblo judío a Eretz Israel,  y que vincularía lingüísticamente a muchos segmentos diversos de la sociedad judía.
Arlosoroff visitó por primera vez el Mandato británico de Palestina en la primavera de 1921. Poco después de su llegada, estallaron los disturbios de Jaffa. En medio de los disturbios árabes, Arlosoroff salió en defensa de Neve Shalom, un asentamiento judío adyacente a Tel Aviv y Jaffa. Estos acontecimientos hicieron que centrara su atención en la necesidad de mejorar las relaciones entre judíos y árabes. Tras los disturbios, Arlosoroff instó al establishment sionista a no negar más la realidad de la existencia de un movimiento nacional árabe en Palestina. Sin embargo,  su petición no fue ampliamente aceptada y recibió críticas dentro de las filas de su propio partido, Hapoel Hatzair. Arlosoroff finalmente llegaría a la conclusión de que un compromiso basado en la fuerza con los árabes vecinos no debilitaría ni socavaría los esfuerzos por establecer una patria nacional judía.

## Carrera política
En el Congreso Sionista de 1923, Arlosoroff fue elegido miembro de la Organización Sionista Mundial. Tenía sólo 24 años en ese momento. Al rechazar un puesto universitario, abandonó Alemania y se dirigió al Mandato británico de Palestina en 1924. En 1926 fue elegido para representar al Yishuv en la Sociedad de las Naciones en Ginebra.
La esperanza de Arlosoroff de una cooperación pacífica y un compromiso con los árabes se vería severamente puesta a prueba. En 1929, el Movimiento Juvenil Betar, conscientemente agresivo, organizado bajo la Unión de Sionistas Revisionistas de Vladímir Jabotinsky, participó en una coalición para imponer y ampliar firmemente la presencia judía en la proximidad del Muro de las Lamentaciones. Las actividades de Betar y sus asociados provocaron una reacción explosiva en la comunidad árabe, en cuya percepción estas actividades habían deshonrado el lugar sagrado musulmán en el adyacente Monte del Templo. En 1929 se produjeron violentos levantamientos, que causaron la pérdida de muchas vidas, incluidas algunas de civiles. En lugar de incitar más tensiones árabes, Arlosoroff criticó duramente a los revisionistas por provocar insensiblemente la animosidad.
En 1930, Arlosoroff ayudó a unificar los dos principales partidos políticos socialistas sionistas, el Poalei Zion y el Hapoel Hatzair, para formar el Partido Laborista Mapai. Gracias a la influencia política de Mapai, Arlosoroff fue elegido miembro del Ejecutivo Sionista en el Congreso Sionista de 1931. Fue nombrado también director político de la Agencia Judía para Palestina, cargo que ocupó hasta su asesinato en 1933.
Como director político de la Agencia Judía, Arlosoroff creyó inicialmente que los británicos apoyarían un aumento de los asentamientos judíos en el Mandato británico de Palestina, por lo que trabajó con la Administración Mandataria Británica en el gobierno. Antes de su mandato como director político, Arlosoroff ya se había familiarizado con el sistema de gobierno británico, habiendo escrito un ensayo titulado La administración británica y el hogar nacional judío. Durante sus años en el cargo, Arlosoroff desarrolló estrechas relaciones de trabajo con el Alto Comisionado de Gran Bretaña, Sir Arthur Wauchope y el Secretario de Estado para las Colonias, Sir Philip Cunliffe-Lister.
Arlosoroff era un amigo cercano del científico y estadista judío, Chaim Weizmann. El Dr. Weizmann era considerado uno de los contemporáneos sionistas Mapai de Arlosoroff más moderados políticamente. 
En una carta privada a Weizmann fechada el 30 de junio de 1932, Arlosoroff escribió con franqueza sobre sus serias preocupaciones por el éxito futuro de la empresa sionista en Palestina. Su correspondencia, escrita en un tono claramente angustiado, alertó a Weizmann sobre la posibilidad de que la capacidad de expandir los asentamientos judíos bajo la administración británica gobernante pudiera, según la observación de Arlosoroff, colapsar completamente en poco tiempo bajo ciertas circunstancias. Arlosoroff predijo que la autoridad del Mandato británico para gobernar podría llegar rápidamente a su fin en unos pocos años. En vista de esta posibilidad, la carta de Arlosoroff proporcionó una lista de varias opciones que él consideraba disponibles para el movimiento sionista ante los potenciales desafíos que se avecinaban. Entre estas opciones, Arlosoroff sugirió que se impusiera una dictadura judía, tras la destitución de la administración británica, en la que una minoría judía gobernaría sobre una mayoría árabe. En ningún otro momento de su carrera política Arlosoroff sugirió una propuesta tan extrema para el establecimiento de un hogar nacional para el pueblo judío. No hay constancia de que Weizmann respondiera alguna vez a las opiniones expresadas en la correspondencia de Arlosoroff.
En los meses previos a su asesinato, el fervor de Arlosoroff por ayudar a establecer una patria nacional judía se intensificó. En una reunión del Consejo del Partido Laborista del Mapai que tuvo lugar en enero de 1933, Arlosoroff tuvo un fuerte enfrentamiento con los poderosos líderes del Mapai, David Ben-Gurion y Yitzhak Tabenkin, respecto de si los sionistas debían o no trabajar dentro de la infraestructura del gobierno británico para ayudar a lograr el establecimiento del Estado judío. Arlosoroff advirtió a sus colegas que si el movimiento sionista mantenía una política aislacionista con las autoridades gobernantes británicas, la influencia política árabe aumentaría dentro de la administración británica y causaría que los derechos del pueblo judío que vivía en el Yishuv se vieran afectados.

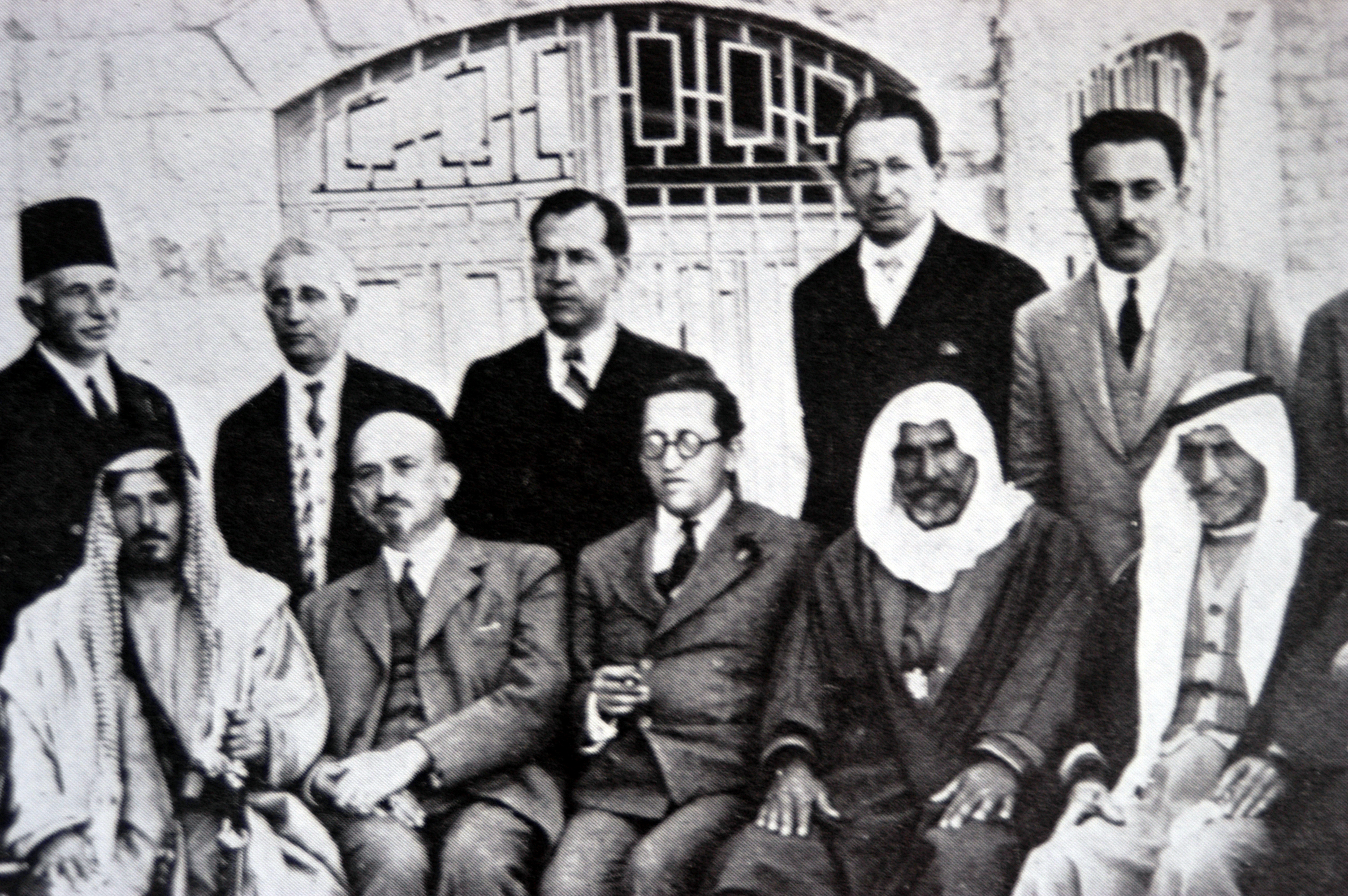
Haim Arlosoroff (sentado, en el centro) en una reunión entre líderes judíos y líderes árabes transjordanos en el Hotel King David en Jerusalén, 1933. Otros líderes judíos fotografiados son Chaim Weizmann (sentado, a la derecha de Arlosoroff), Moshe Shertok (Sharett) (de pie, a la derecha), Yitzhak Ben-Zvi (de pie, a la derecha de Shertok), Maurice Hexter (de pie, a la derecha de Ben-Zvi) y Avraham Elmalih (de pie, a la derecha de Hexter). Entre los líderes árabes retratados se encuentra el jeque Mithqal Al-Fayez, jefe de los Beni Sakhr (sentado, a la izquierda).

El 8 de abril de 1933, Arlosoroff organizó un evento histórico en el Hotel Rey David en Jerusalén en nombre de la Agencia Judía. El almuerzo, al que asistieron Weizmann y destacados líderes árabes de Transjordania, sería la primera vez que sionistas judíos y líderes árabes clave se reunieron para ayudar a promover esfuerzos de cooperación entre los dos grupos. Arlosoroff tenía la esperanza de que, al llegar a un acuerdo con los jeques árabes de Transjordania, se podrían adquirir tierras árabes despobladas para establecer nuevos asentamientos judíos al este del río Jordán. Arlosoroff también esperaba que las relaciones políticas con los líderes árabes del Mandato británico pudieran mejorarse a través de las interacciones sionistas con los dignatarios árabes de Transjordania. Sin embargo, no todos estaban conformes con la visión de Arlosoroff de una colaboración judía-árabe, ni con la posibilidad de un futuro binacionalista en los territorios gobernados por los británicos. Después del almuerzo, los radicales árabes criticaron abiertamente a los árabes moderados que habían asistido a la reunión. Algunos dirigentes árabes se distanciaron completamente de la delegación árabe transjordana. La ira se dirigió en  particular contra el Abdalá I de Jordania, gobernante de grandes territorios de Transjordania, que había asumido un papel destacado en los esfuerzos de conciliación. La oposición judía a la reunión también se hizo evidente cuando el principal partido del sionismo religioso, Mizrachi, exigió que Arlosoroff renunciara a su cargo en la Agencia Judía. Algunos radicales del movimiento revisionista fueron aún más lejos y cuestionaron el derecho de Arlosoroff a estar vivo.
Como resultado del ascenso de Adolf Hitler al poder en Alemania, Arlosoroff centró su atención en la difícil situación de los judíos alemanes. A partir de marzo de 1933, grupos judíos de todo el mundo respondieron a la designación de Hitler como canciller mediante protestas y boicots a productos alemanes. La Alemania en la que Arlosoroff creció cambió rápidamente y drásticamente cuando Hitler llegó al poder. En abril de 1933, el nuevo régimen implementó la primera de muchas leyes antijudías al despedir a todos los empleados judíos de cargos en el gobierno alemán. También en ese momento, los funcionarios nazis decretaron que a los judíos no se les permitiría salir del país sin una visa de salida especialmente emitida. Inmediatamente después de un boicot nazi organizado contra negocios judíos en Alemania el 1 de abril de 1933, Arlosoroff contactó al Alto Comisionado Sir Arthur Wauchope solicitando la intervención de Gran Bretaña en la crisis. Arlosoroff pidió a Wauchope que considerara la posibilidad de conceder visas de inmigración suplementarias para el Mandato británico de Palestina a los judíos que buscan refugio del Reich de Hitler.
Como el régimen nazi había prohibido a los ciudadanos judíos alemanes huir del país, Arlosoroff abogó ante el Comité Central del Mapai por que se negociara un acuerdo comercial financiero entre la Agencia Judía y los funcionarios del Reich alemán para facilitar su rescate y proteger sus activos.  Para intentar superar las estrictas restricciones gubernamentales que impedían la salida del capital alemán del país,  Arlosoroff propuso un plan que permitiría a los refugiados judíos emigrar legalmente de Alemania al Mandato británico y recuperar una parte de sus bienes en el proceso. Arlosoroff sostuvo que, en ausencia de tal acuerdo, los judíos que intentaban huir de la persecución nazi se verían obligados a buscar métodos ilegales para retirar sus bienes de Alemania, poniendo así potencialmente en riesgo todos sus recursos financieros. 
En 1933, Arlosoroff y los funcionarios del Reich alemán veían la Palestina mandataria como una tierra de oportunidades por razones muy diferentes. A los ojos de los dirigentes nazis, el remoto territorio controlado por los británicos parecía ser un "vertedero" adecuado para aislar a miles de refugiados judíos antihitlerianos de la arena política mundial. Además, un acuerdo financiero con los líderes sionistas para el traslado de los refugiados ayudaría a reforzar la economía alemana afectada negativamente por los boicots antinazis.  Sin embargo, para Arlosoroff y otros sionistas, la potencial transferencia masiva de judíos de Alemania junto con sus bienes a Palestina representaba una oportunidad histórica para ayudar a garantizar el futuro establecimiento de una nación judía en la antigua patria ancestral del pueblo judío.
Arlosoroff llegó a sentir que no se podía confiar en los británicos y que los judíos debían correr el riesgo de enojarlos para promover el objetivo de construir un estado judío y salvar a los judíos de Europa de los regímenes nacionalistas y autoritarios bajo los cuales vivían, especialmente en la Alemania nazi.
En sus esfuerzos por ayudar a los judíos a escapar de la tiranía de Hitler, Arlosoroff enfrentó una firme oposición de las filas revisionistas dentro de su propio movimiento sionista. Aunque los líderes laboristas del Mapai intentaron preparar el camino para un acuerdo con Alemania mitigando el sentimiento antinazi dentro de los círculos sionistas, el destacado líder revisionista Vladímir Jabotinsky se opuso firmemente a ellos. En una emisión radial del 28 de abril de 1933, Jabotinsky condenó enérgicamente cualquier posible pacto entre el sionismo y Hitler. Jabotinsky defendió en su discurso la plataforma revisionista para un boicot económico internacional a las exportaciones alemanas, sugiriendo además que el Mandato británico de Palestina debería asumir el liderazgo en los esfuerzos de boicot.
A medida que los esfuerzos organizados para boicotear los productos de exportación alemanes continuaron creciendo a nivel internacional, las autoridades del gobierno nazi percibieron que el movimiento de boicot era una seria amenaza para la economía de Alemania.   Los funcionarios del Reich esperaban reducir el impacto dañino de los boicots antinazis y fortalecer el sistema financiero alemán  estableciendo un acuerdo con representantes de la Agencia Judía y otras partes con intereses compartidos.
A finales de abril de 1933, el cónsul general de Alemania en el Mandato británico de Palestina, Heinrich Wolff, intentó aclarar los detalles entre las distintas partes de lo que eventualmente se convertiría en el controvertido acuerdo.  En ese momento, Arlosoroff contactó a la oficina de Wolff en Jerusalén en nombre de la Agencia Judía para obtener una "carta de presentación" para iniciar conversaciones con las autoridades nazis en Berlín. Wolff fue el más decidido entre los funcionarios del gobierno alemán a trabajar para facilitar la finalización del acuerdo de transferencia. 
El 26 de abril de 1933, Arlosoroff partió hacia Alemania para iniciar las negociaciones. El acuerdo final, completado en Berlín el 7 de agosto de 1933,  entró en vigor gracias a los esfuerzos de los sucesores de Arlosoroff después de su muerte.
Los términos del pacto Haavara permitieron la emigración legal de judíos de Alemania a Palestina junto con bienes limitados.  El régimen nazi antisemita estaba ansioso por alentar la emigración judía, pero no estaba dispuesto a permitir que los emigrantes llevaran consigo sus propiedades o activos, ya que las estrictas regulaciones gubernamentales prohibían la retirada del capital alemán del país.  Según el acuerdo, los judíos debían depositar sus bienes liquidados en una cuenta bancaria especial. Este dinero se utilizó luego para comprar productos alemanes para exportarlos al a Palestina (y a otros países). El producto de la venta de estos bienes fue entregado al pueblo judío a su llegada a Palestina. Para los nazis, el acuerdo les ayudó a expulsar a los ciudadanos judíos no deseados de Alemania y a superar cualquier intento de boicot a las exportaciones alemanas (especialmente desde un punto de vista moral, ya que era el propio pueblo judío el que importaba los bienes). Para el asentamiento sionista, la afluencia de capital proporcionó un auge económico muy necesario en medio de una depresión mundial.
Aproximadamente un año después de que los sucesores de Arlosoroff y los funcionarios del Reich alemán formalizaran el Acuerdo de Haavara, comenzó a producirse una importante recuperación económica en  Palestina. Como resultado de ello, muchos judíos emigraron. Antes del Acuerdo de Ha'avara, solo unos pocos miles de trabajadores judíos emigraban a Palestina anualmente. Sin embargo, tras la firma del acuerdo, más de 50.000 nuevos trabajadores judíos se mudaron allí en un plazo de dos años. El impacto inicial del acuerdo en la inmigración judía sería generalizado, ya que aproximadamente el 20% de los primeros 50.000 nuevos inmigrantes judíos a Palestina provenían de Alemania. En 1936, apenas tres años después de que entrara en vigor el convenioa, la población judía dentro de Palestina se había duplicado. Los inmigrantes judíos de Alemania a su llegada a la Palestina pudieron recuperar en efectivo aproximadamente el 42% de sus fondos invertidos originalmente durante los primeros años de implementación del acuerdo.
El debate público y la controversia relacionados con el acuerdo no disminuyeron después de que el plan inició operaciones. En noviembre de 1935, la administración del acuerdo fue objeto de escrutinio, ya que se formularon acusaciones de que se estaban cobrando comisiones excesivas en cada transacción de transferencia. Representantes del Comité Ejecutivo de la Agencia Judía negaron la acusación.  Los administradores de Haavara también fueron acusados en ese momento de ampliar la distribución de productos de exportación alemanes desde Palestina a los países del Cercano Oriente. Se descubrieron pruebas escritas que corroboran esta afirmación.  Poco después de que esta controversia saliera a la luz, en marzo de 1936 se formó una nueva organización conocida como INTRIA (Agencia de Comercio e Inversión Internacional Ltd.) para operar en conjunto con el acuerdo de Haavara para distribuir las exportaciones alemanas más allá de Palestina.
El nivel de cooperación del Reich en el Acuerdo de Haavara disminuyó a medida que cambiaban las circunstancias. Con el tiempo, algunos miembros de la élite nazi del entorno de Hitler, incluido Adolf Eichmann, comenzaron a lamentar profundamente la participación de Alemania en los actividades relacionadas con el convenio. Los observadores especularon en 1938 que las autoridades nazis ya no consideraban que el acuerdo fuera viable para satisfacer las necesidades generales de la economía alemana. A pesar de los esfuerzos del Partido Nazi para interferir con el progreso del Acuerdo de Haavara, las operaciones de transferencia continuaron hasta el comienzo de la Segunda Guerra Mundial en 1939.
Se estima que 60.000 judíos alemanes escaparon de la persecución de los nazis directa o indirectamente a través del Acuerdo de Haavara. Además, el convenio posibilitó la transferencia de aproximadamente 100 millones de dólares a la Yishuv Dentro del Mandato británico de Palestina, lo que contribuyó a establecer la infraestructura industrial de lo que con el tiempo se convertiría en el Estado judío moderno. Los fondos del acuerdo también se utilizaron para la compra de tierras y el desarrollo de numerosos asentamientos judíos nuevos.

## Asesinato

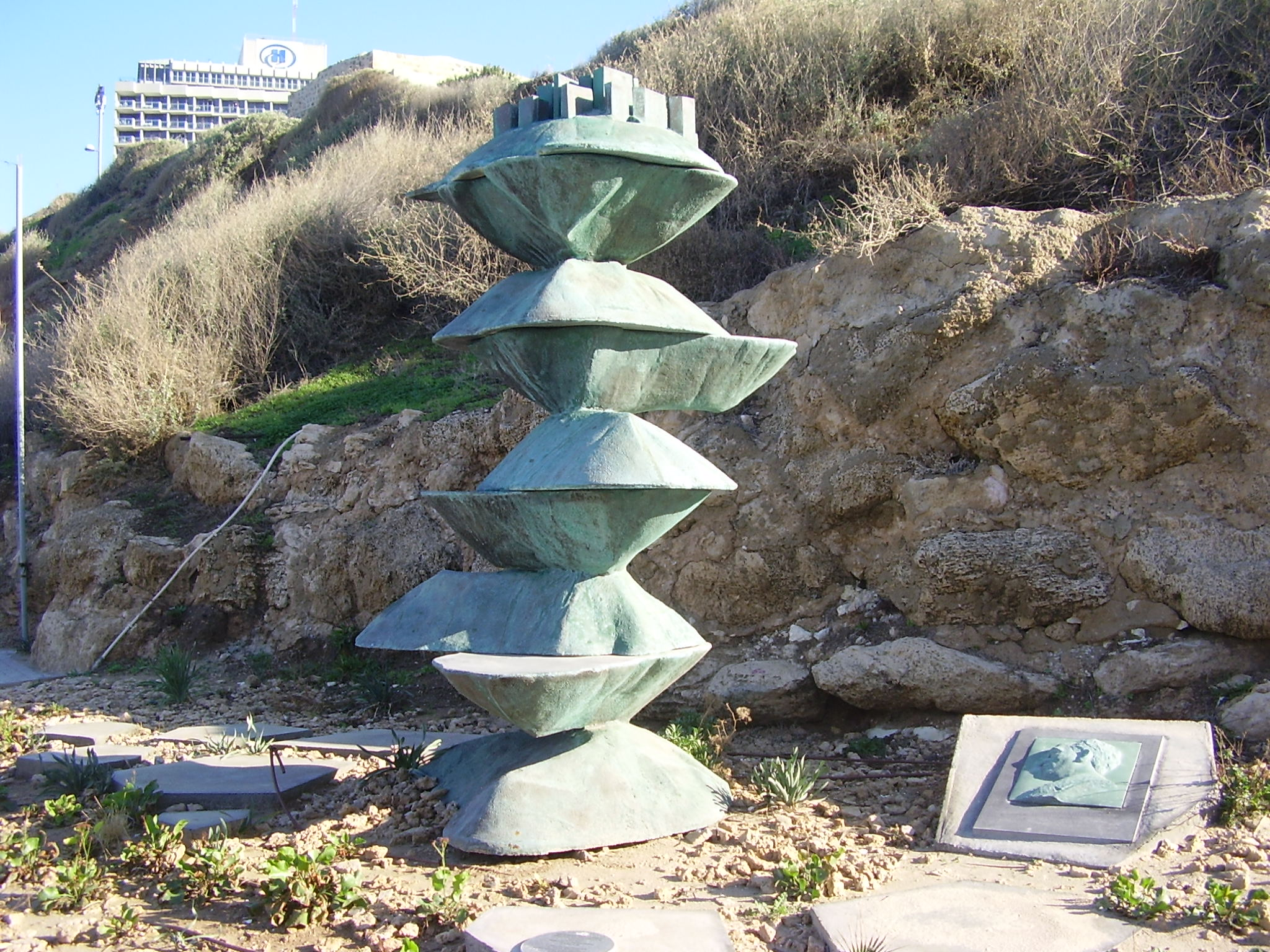
El monumento conmemorativo a Arlosoroff, en el lugar de su asesinato, en el paseo marítimo de Tel Aviv.

El 16 de junio de 1933, apenas dos días después de su regreso de las negociaciones en Alemania, Haim Arlosoroff fue asesinado a tiros mientras caminaba con su esposa, Sima, en la playa de Tel Aviv. El funeral de Arlosoroff fue el más grande en la historia de la Palestina del Mandato, con un número estimado de entre 70.000 y 100.000 dolientes. Su muerte agravó enormemente las relaciones políticas dentro del movimiento sionista.
La Fuerza de Policía Palestina acusó a Abba Ahimeir, líder de un grupo activista con tendencias fascistas, el Brit HaBirionim, de conspirar para asesinarlo. Ahimeir también fue un líder de la facción nacionalista sionista revisionista cuya publicación, "Hazit HaAm", atacó continuamente al movimiento obrero y a los líderes sionistas, incluido Arlosoroff, a menudo utilizando un lenguaje incendiario. El mismo día del asesinato, el periódico de Ahimeir publicó un artículo muy crítico con las negociaciones de Arlosoroff con la Alemania nazi, afirmando que el pueblo judío «sabrá hoy cómo reaccionar ante este crimen». Dos revisionistas de base, Abraham Stavsky y Ze'evi Rosenblatt, fueron arrestados como los acusados de asesinato y fueron identificados por la viuda de Arlosoroff. Los tres hombres negaron vehementemente la acusación.
El Tribunal Penal de Assizes del Mandato británico absolvió a Ahimeir y Rosenblatt, pero condenó a Stavsky a muerte. Sin embargo, tras la apelación de Stavsky ante el Tribunal de Apelaciones de Palestina, la condena por asesinato fue revocada debido a la falta de pruebas que la corroboraran, como lo exigía la ley en ese momento.  La defensa de Stavsky acusó a la policía de manipular el testimonio de la viuda y otras pruebas por razones políticas, y expuso la teoría de que el asesinato estaba relacionado con un ataque sexual intencionado contra Sima Arlosoroff por parte de dos jóvenes palestinos.  Posteriormente, Stavsky ascendió dentro de las filas del Irgun y fue responsable de la adquisición del buque de armas del Irgun conocido como "Altalena". Murió en el ataque al barco por parte de las recién creadas Fuerzas de Defensa de Israel en la playa de Tel Aviv.

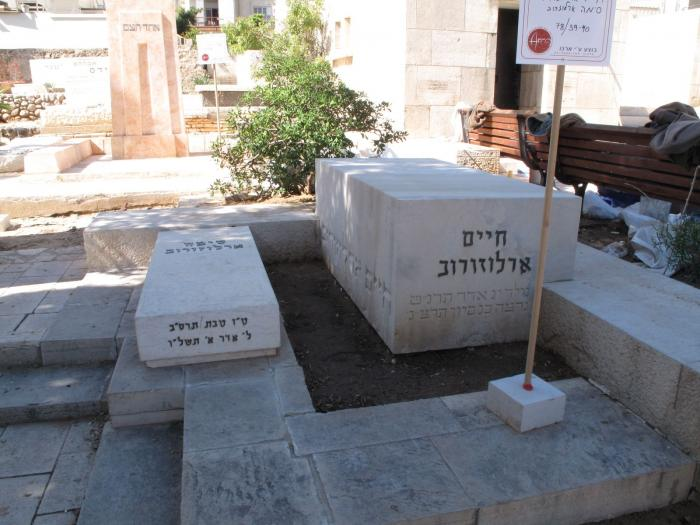
La tumba de Arlosoroff en el cementerio Trumpeldor, Tel Aviv

Además de las teorías mencionadas anteriormente, algunos han creído que el asesinato de Arlosoroff estaba relacionado con los regímenes soviético y nazi. La teoría de la participación soviética fue promovida por Shmuel Dothan en 1991. Dothan sostuvo que los rusos tomaron medidas contra Arlosoroff para evitar lo que percibían como un complot militar global contra ellos.
Unos 50 años después del asesinato, tras la publicación de un libro sobre el asesinato cometido por Shabtai Teveth en 1982, el gobierno israelí, bajo el liderazgo de Menachem Begin como primer ministro, estableció una Comisión Judicial de Investigación formal para volver a investigar la muerte de Arlosoroff. Como primer ministro israelí elegido del movimiento revisionista, Begin inició la investigación después de haberse sentido ofendido por una sugerencia en el libro de Teveth de que un revisionista absuelto en el tribunal por el asesinato de Arlosoroff podría haber sido en realidad responsable después de todo. A pesar de un examen exhaustivo de todas las pruebas disponibles, el informe de la Comisión publicado en 1985 declaró que no se podía determinar de manera concluyente la identidad de los asesinos. Sin embargo, en sus conclusiones la Comisión exoneró completamente a Ahimeir, Rosenblatt y Stavsky de toda sospecha en la muerte de Arlosoroff.

## Legado y conmemoración

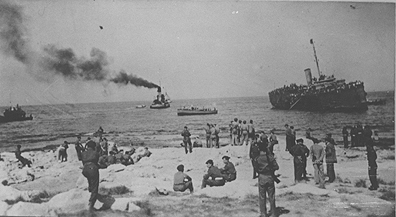
El barco de inmigrantes, Haim Arlosoroff (derecha), encalló frente a Bat Galim, Mandato británico de Palestina, en 1947.

Arlosoroff está enterrado en el cementerio Trumpeldor en Tel Aviv. Su memoria se honra hoy en día en las numerosas calles que llevan su nombre en las ciudades de Israel y en los nombres de varios lugares de Israel: Kiryat Haim, un gran barrio de Haifa, Giv'at Haim, un kibutz y Kfar Haim, un moshav.
Un monumento de bronce de 2,4 metros de altura dedicado al legado de Arlosoroff se encuentra en el paseo marítimo de Tel Aviv, donde fue herido de muerte.
La "Casa Arlosoroff", un lugar que Arlosoroff visitó la mañana del día en que fue asesinado, se encuentra en honor a su memoria en la Aldea Juvenil Ben Shemen, directamente adyacente al Moshav Ben Shemen en el centro de Israel.
El nombre de Haim Arlosoroff también se utilizó para un barco que transportaba refugiados judíos al Mandato Británico de Palestina, el antiguo USCGC Unalga (WPG-53). El 27 de febrero de 1947, el Haim Arlosoroff (1.378 pasajeros procedentes de Suecia e Italia) fue interceptado por el destructor de la Marina Real Británica HMS Chieftain, y los pasajeros opusieron una feroz resistencia. El barco encalló en Bat Galim, al sur de Haifa, justo enfrente de un campamento del ejército británico. La tripulación y los pasajeros fueron arrestados y deportados a Chipre.